# コーヒー&TV
「コーヒー&TV」（Coffee & TV）は、イギリスのオルタナティヴ・ロックバンド、ブラーのシングル。1999年6月にリリースされ、全英11位を獲得。

## 概要
曲作成当初はもう少しテンポの遅い曲であったが、グレアム・コクソンのアイディアで、シングル・リリース版のテンポになった。デーモン・アルバーンが作詞に行き詰ったため、作詞もグレアムが担当。作詞ついでにボーカルもグレアムが務め、コーラスはデーモンが担当した。
ビデオ・クリップもグレアムを題材に作られ、牛乳パックがグレアムを捜し求めて奔走するというストーリーのこのビデオはNMEアワード、チャンネル4･グレイテストビデオなどを受賞し、世界中のモダン・ロック・チャンネル上での大量オンエアを獲得した人気クリップとなった。
アメリカ製作のサスペンス映画『クルーエル・インテンションズ』サウンドトラックにも収録。

## チャート順位
| チャート (1999年)                | 最高位 |
| -------------------------------- | ------ |
| アイルランド・シングル・チャート | 26     |
| イタリア・シングル・チャート     | 47     |
| イギリス・シングル・チャート     | 11     |

## トラック・リスト
- CD1

1. Coffee & TV
2. Trade Stylee (Alex's Bugman remix)
3. Metal Hip Slop (Graham's Bugman remix)

- CD2

1. Coffee & TV
2. X-Offender (Damon / Control Freak's Bugman remix)
3. Coyote (Dave's Bugman remix)

- カセット

1. Coffee & TV
2. X-Offender (Damon / Control Freak's Bugman remix)

- 12インチ盤

1. Coffee & TV
2. Trade Stylee (Alex's Bugman remix)
3. Metal Hip Slop (Graham's Bugman remix)
4. X-Offender (Damon / Control Freak's Bugman remix)
5. Coyote (Dave's Bugman remix)

- ヨーロッパ、オーストラリア版CD

1. Coffee & TV
2. Trade Stylee (Alex's Bugman remix)
3. Metal Hip Slop (Graham's Bugman remix)
4. Coyote (Dave's Bugman remix)
5. X-Offender (Damon / Control Freak's Bugman remix)

- 日本版CD

1. Coffee & TV
2. Tender (Cornelius remix)
3. Bugman
4. Trade Stylee (Alex's Bugman remix)
5. Metal Hip Slop (Graham's Bugman remix)
6. Coyote (Dave's Bugman remix)
7. X-Offender (Damon / Control Freak's Bugman remix)